# Herwig Friedag
Herwig Friedag (* 18. Mai 1921; † 3. Juli 2012 in Berlin) war ein deutscher Journalist und Verbandsfunktionär.

## Leben
Nach dem Zweiten Weltkrieg begann Herwig Friedag seine journalistische Karriere als Volontär beim Berliner Tagesspiegel. Anschließend arbeitete er bei der Berliner Tageszeitung Der Abend. Während dieser Zeit war er auch ehrenamtlicher Bezirksverordneter der SPD im Berliner Bezirk Zehlendorf, bis 1959 auch als Fraktionsvorsitzender.
Von 1959 bis 1963 war Friedag Chefredakteur der Berliner Stimme, der Zeitung des SPD-Landesverbands Berlin.
1963 ging er zum Sender Freies Berlin, wo er 1970 Leiter der Zeitfunk-Redaktion wurde. Hier sorgte er mit für eine neue Ausrichtung der Hörfunkprogramme, insbesondere von SFB 2, die in Formen wie der Hilfsaktion SFB 2 für Santomenna nach dem Erdbeben in Kampanien 1980 gipfelten. Ab 1983 bis zu seiner Pensionierung im Jahr 1986 war er Programmbeauftragter des Senders.
Von 1969 bis 1985 war Herwig Friedag Vorsitzender des Deutschen Journalisten-Verbandes Berlin, dem er über 60 Jahre lang angehörte und der ihn zum Ehrenvorsitzenden ernannte.
Sein Grab befindet sich auf dem Waldfriedhof Zehlendorf in Berlin.